# Бабичі (Люблінське воєводство)
Бабичі (давнє Полонково, пол. Babice) — село в Польщі, у гміні Обша Білгорайського повіту Люблінського воєводства. Населення — 954 особи (2011).

## Історія

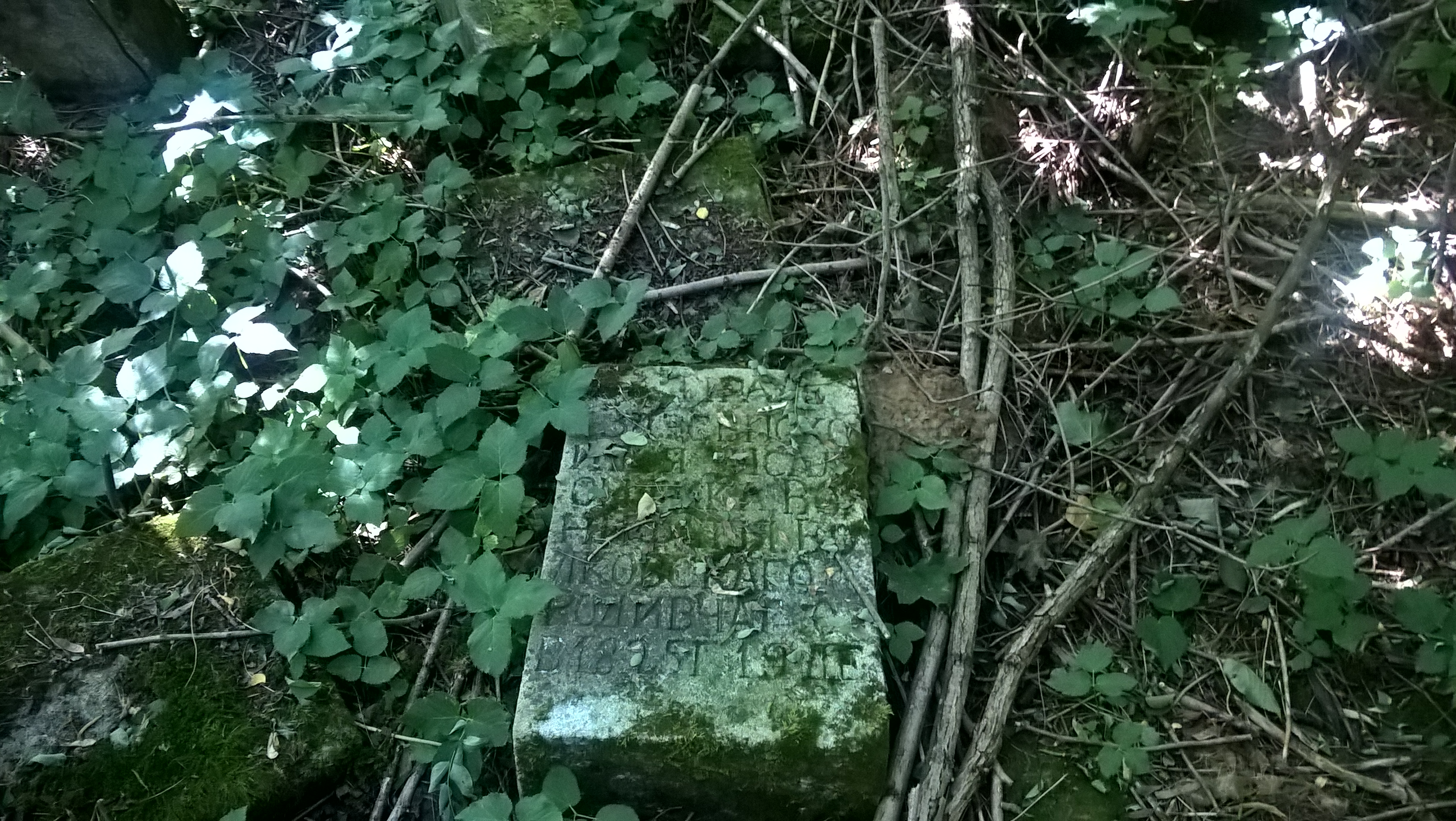
Надгробок на старому православному кладовищі

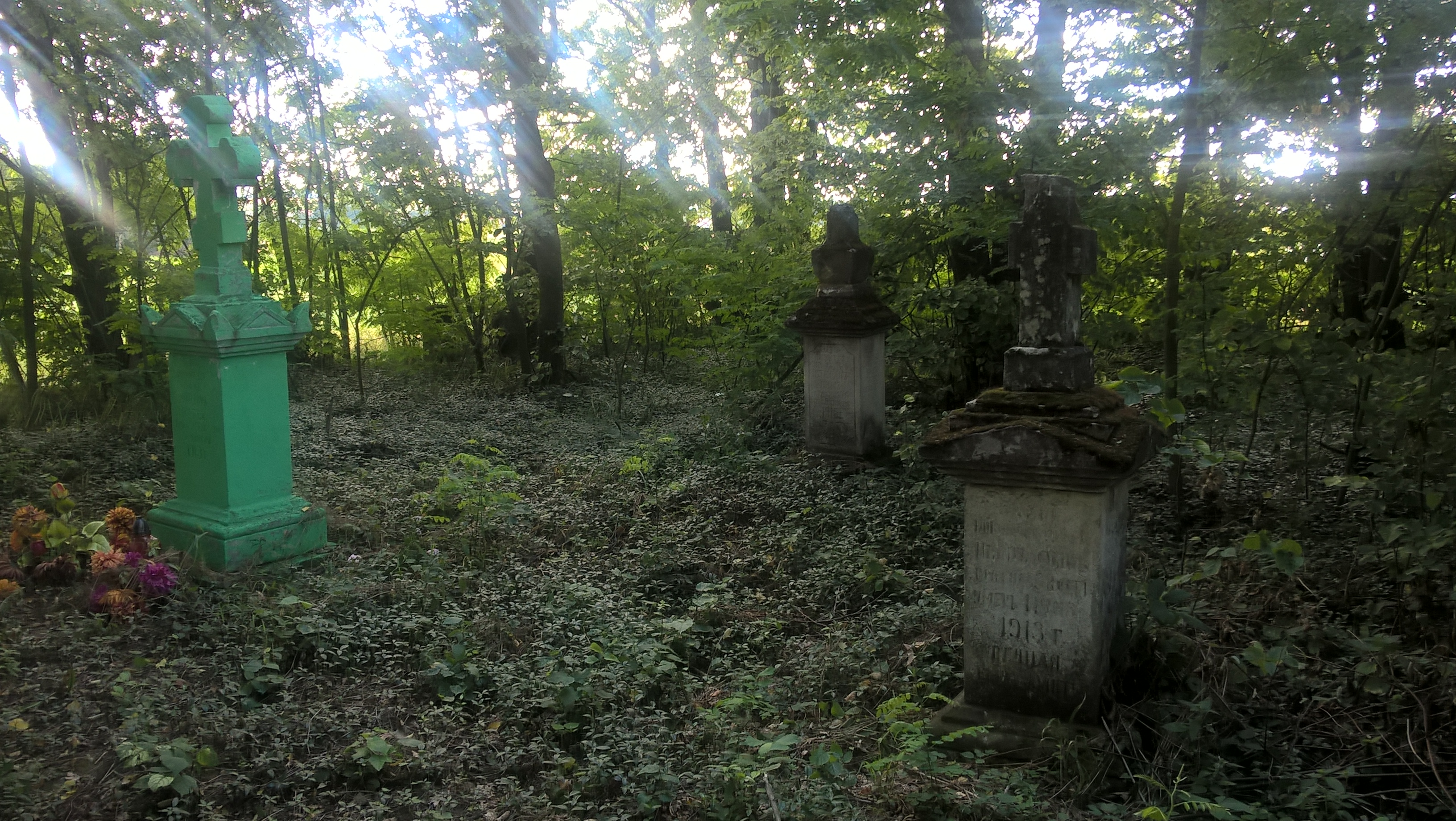
Новий православний цвинтар

За податковим реєстром 1508 року село було у власності Андрія Отовича.
1565 року вперше згадується православна церква в селі.
За податковим реєстром 1589 року село входило до Замховенського староства Перемишльської землі Руського воєводства, у селі було 10,5 ланів (коло 260 га) оброблюваної землі та ще 1/4 церковного лану і піп (отже, була церква).
За даними етнографічної експедиції 1869—1870 років під керівництвом Павла Чубинського, у селі здебільшого проживали греко-католики, усе населення розмовляло українською мовою.
У 1921 році село входило до складу гміни Бабичі Білгорайського повіту Люблінського воєводства Польської Республіки.
За даними перепису населення Польщі 1921 року в селі налічувалося 145 будинків та 830 мешканців, з них:
- 396 чоловіків та 434 жінки;
- 585 православних, 226 римо-католиків, 18 юдеїв, 1 євангельський християнин;
- 562 українці, 258 поляків, 7 євреїв, 3 особи іншої національності.

У 1943 році в селі налічувалося 1247 українців, 313 поляків і 18 німців. У 1944—1946 роках у селі діяла українська школа.
У 1975—1998 роках село належало до Замойського воєводства.

## Населення
Демографічна структура станом на 31 березня 2011 року:
|          | Загалом | Допрацездатний вік | Працездатний вік | Постпрацездатний вік |
| -------- | ------- | ------------------ | ---------------- | -------------------- |
| Чоловіки | 467     | 103                | 320              | 44                   |
| Жінки    | 487     | 104                | 285              | 98                   |
| Разом    | 954     | 207                | 605              | 142                  |

## Особистості

### Народилися
- Микола Кравець (1928—2011) — український історик.
- Матфей (Семашко) (1894—1985) — православний церковний діяч, єпископ Константинопольської православної церкви.